# Lyanno
Edgardo Cuevas Feliciano (San Juan; Porto Rico, 22 de abril de 1996) mais conhecido por seu nome artístico como Lyanno, é um cantor e compositor porto-riquenho de  Reggaetón e Trap Latino.

## Carreira musical
Eu estudo engenharia de som no  Liceo de Arte y Tecnología de San Juan em Porto Rico. Seu início na música foi com o cantor Almighty, que lhe deu a oportunidade de trabalhar em seu estúdio como produtor musical.
Em 2015 iniciou a sua carreira como cantor com o nome de "Gardo", tornando-se conhecido na indústria musical com a sua música "Frutos Prohibido", sendo esta uma mistura de R&B com Hip Hop. No início, sua música era ampla e com esse estilo lançou dois EPs:  S.O.D.A  (2016) e  AM  (2017).
Em 2017 o nome foi alterado de Gardo para Lyanno. Iniciando uma nova etapa na música, estreando o single que tenho pelo nome  Exclusiva, que teve a colaboração de Farruko sob a produção de  Los de la Nazza, posteriormente lançado o Remix versão com Chris Wandell, Rauw Alejandro e Brray.
No ano seguinte começou a ganhar popularidade ao colaborar em faixas de outros cantores como Myke Towers, Rafa Pabón e Lunay, com este último colaborou no single "A Solas", enquanto com Ozuna ele colaborou no tema  Luz Apaga.
Em 2019 estreou o seu terceiro EP, mas desta vez sem conteúdo obsceno que se chamou "Episodios", com a produção da editora discográfica "Rima Music". No final do mesmo ano, foi nomeado para o Youth Awards na categoria de "Nova Geração Urbana".
Em 14 de fevereiro de 2020, lancei o remix da música  En tu cuerpo  junto com seus conterrâneos Rauw Alejandro, Lenny Tavárez e o cantor argentino María Becerra, essa música foi classificada em sétimo lugar na lista Billboard Hot 100 de artistas argentinos. Enquanto isso, em abril, ele colaborou com  Piso 21 e Jerry Di no hit "Luna llena", que atingiu mais de 12 milhões de visualizações no YouTube e 4 milhões de streams no Spotify, também foi uma tendência na Espanha naquela plataforma por quatro semanas consecutivas, chegando a alcançar a primeira posição na Colômbia.

## Discografia

### EPs
- S.O.D.A (2016)
- AM (2017)
- Episódios (2019)
- Foreplay (2020)